# Leon B. Postigo
Leon B. Postigo (Bacungan) is een gemeente in de Filipijnse provincie Zamboanga del Norte op het eiland Mindanao. Bij de laatste census in 2007 had de gemeente ruim 21 duizend inwoners.

## Geografie

### Bestuurlijke indeling
Leon B. Postigo is onderverdeeld in de volgende 18 barangays:
| - Bacungan - Bogabongan - Delusom - Mangop - Manil - Mawal - Midatag - Morob - Nasibac | - Rizon - Santa Maria - Sipacong - Talinga - Tinaplan - Tiniguiban - Tinuyop - Tiogan - Titik |

## Demografie
Leon B. Postigo had bij de census van 2007 een inwoneraantal van 21.195 mensen. Dit zijn 1.645 mensen (8,4%) meer dan bij de vorige census van 2000. De gemiddelde jaarlijkse groei komt daarmee uit op 1,12%, hetgeen lager is dan het landelijk jaarlijks gemiddelde over deze periode (2,04%). Vergeleken met de census van 1995 is het aantal mensen met 467 (2,3%) toegenomen.

De bevolkingsdichtheid van Leon B. Postigo was ten tijde van de laatste census, met 21.195 inwoners op 255,5 km², 83 mensen per km².